# 道化師と神
『道化師と神』（どうけしとかみ）は、中島梓による評論。副題は「SF論序説」。

## 概要
1981年当時、「日本文学」の範疇においても「SF文学」の範疇においても特異的な存在であった「日本SF」の状況の把握と、その状況をもたらすに至った要因の考察を試みた作品。
タイトルの「道化師と神」とは、当時の日本SFに見られた二つの特徴であると著者が主張する、横田順彌に代表されるパロディなどのファルスと、平井和正に代表される物語世界の造物主としての作家を象徴する言葉である。
本書は書き下ろし作品であり、1983年12月15日に早川書房より単行本（ISBN 4-15-203238-3）として刊行された。

## 内容
- 序説 日本SFの現在
- 第一章 SFとは何かについての一考察
- 第二章 センス・オヴ・ワンダーについて―パンドラの匣
- 第三章 道化師と神（一）
- 第四章 道化師と神（二）
- 第五章 日本SFには何ができるか
- 追記